# دانشگاه ایالتی بلک هیلز
دانشگاه ایالتی بلک هیلز (BHSU) یک دانشگاه دولتی در اسپیرفیش، داکوتای جنوبی است. دانشگاه ایالتی بلک هیلز به سه کالج سازماندهی شده‌است: کالج هنرهای لیبرال، کالج تجارت و علوم طبیعی، و کالج آموزش و علوم رفتاری.